# Heilwig Jacob (Malerin)
Heilwig Jacob, geboren als Heilwig Gagelmann (* 24. Dezember 1957 in Klein Sisbek, Landkreis Helmstedt) ist eine deutsche Malerin. Sie lebt und arbeitet in Hamburg.

## Leben
Heilwig Jacob kam 1975 nach Hamburg und studierte zunächst von 1975 bis 1976 Kunst an der Schule für Freie Malerei und Grafik in Hamburg, anschließend von 1976 bis 1982 an der Hochschule für bildende Künste Hamburg Freie Kunst, unter anderem bei Claus Böhmler und bei der Gastdozentin Meret Oppenheim.

## Werk
Heilwig Jacob beschäftigt sich mit dem Phänomen des Sehens und schafft in ihren Bildern und Objekten mehrere Sichtebenen. Dazu verwendet sie Acrylfolien, Leinwand, Spiegel und Gaze, die sie zum Teil in mehreren Lagen neben- und übereinander derart positioniert, dass der Betrachter ein neues Raumgefühl erfährt. Dabei wird die Zweidimensionalität aufgehoben und durch das Aufteilen der Bilder in Lamellen zu dreidimensionalen Objekten gestaltet. Zeichnungen erfahren im Spiegel Bewegtheit und Auflösung und verbinden sich virtuell mit dem gespiegelten aktuellen Ort und jeder Bewegung des Betrachters.

## Rezeption
„Obwohl die Malereien ihre Ursprungsorte im Titel tragen, formuliert Heilwig Jacob malend nicht ihre Details, sondern überträgt Raum in Fläche und überführt den flüchtigen Eindruck, den Auslöser für ihre Malerei, mit abstrahierendem Pinselstrich in eine andere zeitliche Dimension – in die Zeit ohne Anfang und Ende, in den Rhythmus unendlicher Wiederholungen, dem sich die Einzelheiten einfügen.“

„In Heilwig Jacobs Arbeiten ist es explizit das Sehen, welches Spannungszustände in sich erzeugt, die den Speicher als ambivalenten Ort ausmachen“

## Kataloge (Auswahl)
- 2006: L-a-n-d-s-c-h-a-f-t, Chiffren im Sehgefüge
- 2006: Sehgefüge, Westwerk
- 2009: Forsythien hinter dem Frappant, Galerie Kunst-Nah
- 2013/14: Sehen in Bewegung
- 2013: Sichtebenen im Raum
- 2018: Momente im bewegten Sehen

## Einzelausstellungen (Auswahl)
(K = Katalog)
- 2006: Sehgefüge. Westwerk Hamburg
- 2007: Zwischen Eiche und Holunder. Kunstpunkt Ahrensburg
- 2009: Forsythien hinter dem Frappant. KunstNah Hamburg (K)
- 2010: Da wo das eine ist, ist das andere nicht. echtzeit studio Hamburg
- 2010: Sichtebene Bild. Kühne Künste Hamburg
- 2012: Spazierengehen – Wahrnehmung mit jedem Schritt? Die Bedürfnisanstalt
- 2015: Malerei aus zehn Jahren. galerie!Allee Hamburg
- 2015, 2016, 2018: puzzelink_evidenz. m6 Marktstraße Hamburg-Karoviertel
- 2016: -p-e-r-m-e-a-b-e-l-. Einstellungsraum e.V., Hamburg (K)
- 2018: Ein ROT dem Huhn. Hühnerhaus.Volksdorf. Hamburg
- 2018: Momente im bewegten Sehen. Galerie Morgenland, Hamburg
- 2018: Weg und Zeit. Elbschlossresidenz. Hamburg
- 2019: ... es erscheint ... – visuell erweiterte Malerei, Galerie-W, Hamburg (K)

## Gruppenausstellungen (Auswahl)
- 1992: Kunstpack. Galerie heimArt Hamburg
- 2002: Internationale PaperArt in Stormann. Kunsthaus Am Schüberg
- 2006: Landschaftlich reizvoll. Gedok Hamburg
- 2006: Prinzip Nüshu. Kunstforum Hamburg
- 2007: 2008 und 2012 Altonale-Kunstpreis nominiert
- 2009: Komm wir gehen in den Wald. Westwerk Hamburg
- 2009: Was ist wichtig. Kunsthaus Hamburg
- 2012: Der Weg entsteht im Sehen. Alles Wird Schön e.V. Hamburg-Heimfeld
- 2014: Blick ins Freie. Pleasureground Galerie Jenischpark
- 2015: BildraumRaumbild. Galerie Speckstraße Gängeviertel Hamburg
- 2015: Strich oder Linie. Kunsthaus Hamburg
- 2016: Audiovisuelle Momente. Atelier Hoheneichen, Hamburg
- 2016: Bühnenwelten, Scheinwelten. Künstlerhaus Sootbörn, Hamburg
- 2016: Farben des Augen–Blicks. Alles Wird Schön e.V. Hamburg-Heimfeld
- 2016: Jahresgaben 2016. Einstellungsraum e.V.
- 2017: Kunstaltonale 2017. Hamburg
- 2017: Ruhe. Galerie Morgenland, Hamburg
- 2018: Kunstpfad Gut Karlshöhe. Hamburg
- 2018: MailART Ein Jahrhundert Frauenwahlrecht. Gedok Hamburg
- 2018: Vor dem Sturm. Galerie Morgenland, Hamburg
- 2018: Werke im Postkarten-Format. Museo de Arte del Tolima, Kolumbien
- 2019: Me at the Zoo. Kunsthaus Hamburg
- 2023: arbor vitae – lebens?baum Wälderhaus

## Auftragsarbeiten
- 1979 und 1983 Wandbilder in der Buch Handlung Welt. Hamburg